# 總收益互換

總收益互換架構圖

總收益互換（Total return swap，簡稱TRS，也有稱為total rate of return swap，即TRORS）是一種信用衍生工具契約，指一方將獲得合約信用資產（reference asset）上的利息加上這期間的資本利得（Capital gain）或資本損失（Capital loss），而另一方將獲得與合約信用資產（reference asset）上的信用值無關的固定或是浮動的現金流量。

## 合約定義
收益互換合约中，一方基于约定利率（固定或者浮动）向另一方进行支付，另一方基于一个约定的资产状态进行支付，包括这项资产带来的收入，和其现值的增长及减损，在总收益互換中，这项资产被叫做合约信用资产，常常是股票指数、贷款、债券等，其所有权往往归属于接受约定利率支付的一方。
总收益互換允许接收参考资产收益的一方在不拥有该资产的情况下获得资产的相关信息及收益，这种交换协议在避险基金中常常使用，因为这样他们可以用较小的资金获得较大范围的收益。
借款成本高的实体，往往寻求融资和杠杆，比如避险基金，就是天然的总收益互換的接收方，而借款成本低，但资产较多的实体，则是天然的支付方。

## 參照
- 附買回協議（Repurchase agreement，或稱附買回交易或附條件交易等）

## 外部連結
- （英文）總收益互換 （页面存档备份，存于）於financial-edu.com
- YouTube （页面存档备份，存于）